# Mistrzostwa Świata w Piłce Nożnej Kobiet 2023 (eliminacje strefy UEFA)/Grupa B
W Grupie B eliminacji do Mistrzostw Świata Kobiet 2023 brały udział następujące zespoły:
- Hiszpania
- Szkocja
- Ukraina
- Węgry
- Wyspy Owcze

## Tabela
| Lp. | Drużyna     | M | Mecze | Mecze | Mecze | Bramki | Bramki | Bramki | Pkt |
| Lp. | Drużyna     | M | W     | R     | P     | +      | −      | +/−    | Pkt |
| --- | ----------- | - | ----- | ----- | ----- | ------ | ------ | ------ | --- |
| 1.  | Hiszpania   | 8 | 8     | 0     | 0     | 53     | 0      | +53    | 24  |
| 2.  | Szkocja     | 8 | 5     | 1     | 2     | 22     | 13     | +9     | 16  |
| 3.  | Ukraina     | 8 | 3     | 1     | 4     | 12     | 20     | −8     | 10  |
| 4.  | Węgry       | 8 | 3     | 0     | 5     | 19     | 19     | 0      | 9   |
| 5.  | Wyspy Owcze | 8 | 0     | 0     | 8     | 2      | 56     | −54    | 0   |

## Wyniki
| 16 września 2021 19:00 CEST | Wyspy Owcze | 0:10(0:3)Raport | Hiszpania · 7', 32', 55', 60' Sarriegi · 8' Guerrero · 50' Putellas · 58' García · 64' Guijarro · 70' Caldentey · 90+5' Aleixandri | Tórsvøllur, Thorshavn Widzów: 1 089 Sędzia: Paula Brady |
|                             |             |                 | |                                                         |

| 17 września 2021 21:00 CEST | Węgry | 0:2(0:1)Raport | Szkocja · 17' Cuthbert · 73' Thomas | Hidegkuti Nándor Stadion, Budapeszt Widzów: 560 Sędzia: Frida Nielsen |
|                             |       |                |                                     |                                                                       |

| 21 września 2021 20:00 CEST | Węgry | 0:7(0:3)Raport | Hiszpania · 8', 21' González · 23', 90+3' Caldentey · 50' del Castillo · 79', 86' Sarriegi | Hidegkuti Nándor Stadion, Budapeszt Widzów: 510 Sędzia: Sabina Bolić |
|                             |       |                |                                                                                            |                                                                      |

| 21 września 2021 20:35 CEST | Szkocja · Cuthbert 19' · Arthur 21', 27' · Grimshaw 39' · Thomas 61' · Clark 80' · Emslie 84' | 7:1(4:0)Raport | Wyspy Owcze · 49' Biskopstø | Hampden Park, Glasgow Widzów: 4 513 Sędzia: Jelena Cvetković |
|                             |                                                                                               |                |                             |                                                              |

| 21 października 2021 18:00 CEST | Ukraina · Kozlova 16' · Krawczuk 45' · Bojczenko 57' · Korsun 79' | 4:0(4:0)Raport | Wyspy Owcze | Stadion Kołos, Kowaliwka Widzów: 652 Sędzia: Tatyana Sorokopudova |
|                                 |                                                                   |                |             |                                                                   |

| 22 października 2021 20:35 CEST | Szkocja · Grimshaw 42' · Corsie 90' | 2:1(1:0)Raport | Węgry · 56' Vágó | Hampden Park, Glasgow Widzów: 6 545 Sędzia: Maria Sole Ferrieri Caputi |
|                                 |                                     |                |                  |                                                                        |

| 26 października 2021 16:00 CEST | Ukraina | 0:6(0:2)Raport | Hiszpania · 9' Putellas · 33', 82' Sarriegi · 68' Eizagirre · 83' (sam.) Apanaszczenko · 90+2' Redondo | Stadion Kołos, Kowaliwka Widzów: 180 Sędzia: Galiya Echeva |
|                                 |         |                | |                                                            |

| 26 października 2021 19:00 CEST | Wyspy Owcze · Lisberg 8' | 1:7(1:5)Raport | Węgry · 22', 28', 49' Vágó · 30', 43' Zeller · 32' Fenyvesi · 81' Zágor | Tórsvøllur, Thorshavn Widzów: 250 Sędzia: Minka Vekkeli |
|                                 |                          |                |                                                                         |                                                         |

| 25 listopada 2021 21:00 CET | Hiszpania · González 2', 41', 51', 74' · Bonmatí 17', 50' · Redondo 25' · Caldentey 39' (k), 52', 57' · Putellas 83' · Sarriegi 89' | 12:0(5:0)Raport | Wyspy Owcze | Estadio La Cartuja, Sevilla Widzów: 774 Sędzia: Triinu Vaher |
|                             | |                 |             |                                                              |

| 26 listopada 2021 20:35 CET | Szkocja · Harrison 90+3' | 1:1(0:1)Raport | Ukraina · 22' Krawczuk | Hampden Park, Glasgow Widzów: 5 889 Sędzia: Sabina Bolić |
|                             |                          |                |                        |                                                          |

| 30 listopada 2021 18:00 CET | Węgry · Vágó 4', 11' · Zeller 30' · Németh 87' | 4:2(3:0)Raport | Ukraina · 71' Apanaszczenko · 82' Chimycz | Várkerti Stadion, Kisvárda Widzów: 304 Sędzia: Paula Brady |
|                             |                                                |                |                                           |                                                            |

| 30 listopada 2021 21:00 CET | Hiszpania · Sarriegi 20', 58' · Caldentey 33' · Bonmatí 41', 61' · Putellas 64' · Hermoso 80' · González 83' | 8:0(3:0)Raport | Szkocja | Estadio La Cartuja, Sevilla Widzów: 1 641 Sędzia: Lina Lehtovaara |
|                             | |                |         |                                                                   |

| 8 kwietnia 2022 17:30 CEST | Węgry · Zágor 12' · Csiszár 13' · Vágó 15', 19', 55' · Fenyvesi 23' · Csiki 32' | 7:0(6:0)Raport | Wyspy Owcze | Stadion im. Ferenca Szuszy, Budapeszt Widzów: 960 Sędzia: Melis Özçiğdem |
|                            |                                                                                 |                |             |                                                                          |

| 12 kwietnia 2022 20:35 CEST | Szkocja | 0:2(0:1)Raport | Hiszpania · 14' (k), 78' Hermoso | Hampden Park, Glasgow Widzów: 7 804 Sędzia: Esther Staubli |
|                             |         |                |                                  |                                                            |

| 24 czerwca 2022 20:15 CEST | Ukraina | 0:4(0:4)Raport | Szkocja · 9' (k) Weir · 16' Cuthbert · 20', 42' Thomas | Stadion Miejski „Stal”, Rzeszów (Polska) Widzów: 1 126 Sędzia: Triinu Vaher |
|                            |         |                |                                                        |                                                                             |

| 28 czerwca 2022 20:00 CEST | Ukraina · Kraweć 27' · Owdijczuk 90' | 2:0(1:0)Raport | Węgry | Stadion Miejski „Stal”, Rzeszów (Polska) Widzów: 980 Sędzia: Fatemeh Zangeneh |
|                            |                                      |                |       |                                                                               |

| 2 września 2022 19:00 CEST | Wyspy Owcze | 0:3(0:2)Raport | Ukraina · 11', 14' Kunina · 83' Szmatko | Tórsvøllur, Thorshavn Widzów: 1 060 Sędzia: Louise Thompson |
|                            |             |                |                                         |                                                             |

| 2 września 2022 21:00 CEST | Hiszpania · González 24' · Paredes 27' · Guijarro 74' | 3:0(2:0)Raport | Węgry | Ciudad del Fútbol de Las Rozas, Madryt Widzów: 950 Sędzia: Ivana Projkovska |
|                            |                                                       |                |       |                                                                             |

| 6 września 2022 19:00 CEST | Wyspy Owcze | 0:6(0:4)Raport | Szkocja · 17' Docherty · 40' Weir · 45' Cuthbert · 45+1' Thomas · 53' Corsie · 68' Beattie | Tórsvøllur, Thorshavn Widzów: 760 Sędzia: Katarzyna Lisiecka-Sęk |
|                            |             |                |                                                                                            |                                                                  |

| 6 września 2022 21:00 CEST | Hiszpania · González 15', 42' · Redondo 29', 39' · Hermoso 67' (k) | 5:0(4:0)Raport | Ukraina | Ciudad del Fútbol de Las Rozas, Madryt Widzów: 867 Sędzia: Jelena Cvetković |
|                            |                                                                    |                |         |                                                                             |

## Strzelczynie

### 11 goli
- Amaiur Sarriegi

### 10 goli
- Esther González

### 9 goli
- Fanny Vágó

### 7 goli
- Mariona Caldentey

### 5 goli
- Martha Thomas

### 4 gole
- Aitana Bonmatí
- Jennifer Hermoso
- Alexia Putellas
- Alba Redondo
- Erin Cuthbert

### 3 gole
- Dóra Zeller

### 2 gole
- Patricia Guijarro
- Chloe Arthur
- Rachel Corsie
- Caroline Weir
- Roksołana Krawczuk
- Nadija Kunina
- Evelin Fenyvesi
- Bernadett Zágor

### 1 gol
- Laia Aleixandri
- Athenea del Castillo
- Nerea Eizagirre
- Lucía García
- Irene Guerrero
- Irene Paredes
- Jennifer Beattie
- Jenna Clark
- Nicola Docherty
- Claire Emslie
- Abi Harrison
- Daryna Apanaszczenko
- Olha Bojczenko
- Tamiła Chimycz
- Kateryna Korsun
- Nicole Kozlova
- Daria Kraweć
- Olha Owdijczuk
- Lubow Szmatko
- Anna Csiki
- Henrietta Csiszár
- Loretta Németh
- Maria Biskopstø
- Lea Lisberg

### Gole samobójcze
- Daryna Apanaszczenko (dla Hiszpanii)